# Ernst Brenner

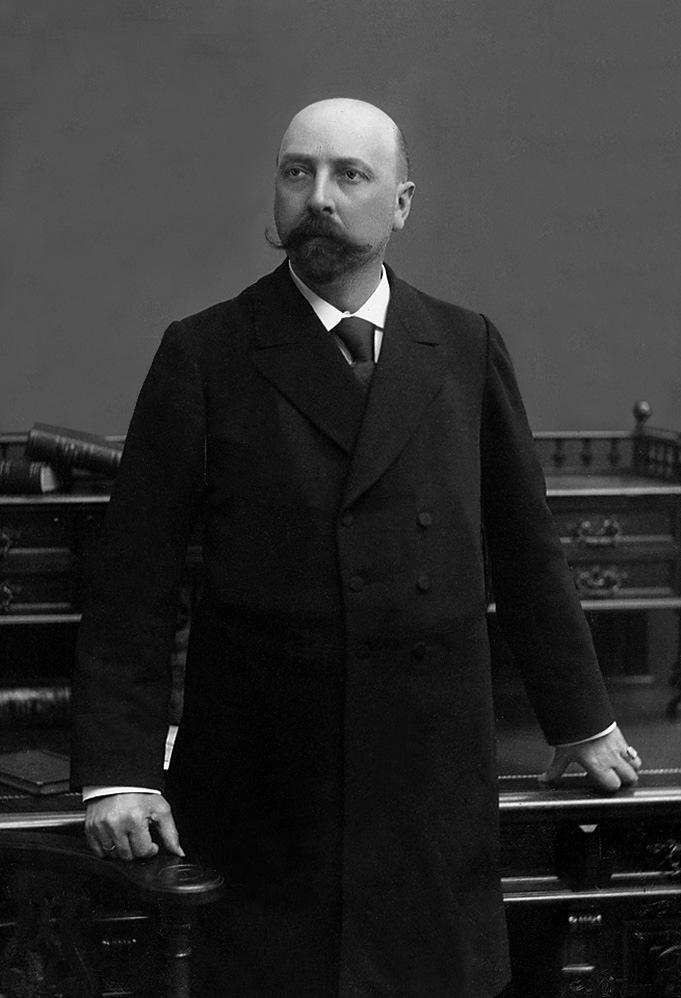
Ernst Brenner

Ernst Brenner (Bazel, 9 december 1856 – Menton, Côte d'Azur, 11 maart 1911) was een Zwitsers politicus.

## Biografie
Ernst Brenner studeerde rechten in Bazel, München en Leipzig. Na zijn promotie in 1870 was hij als advocaat werkzaam; sedert 1884 voor het advocatenkantoor van zijn oom (Karl Johann Brenner). Van 1881 tot 1884 was hij voor de Radicale Partij (voorloper van de huidige Vrijzinnige-Democratische Partij) lid van de Grote Raad van het kanton Bazel-Stad en van 1884 tot 1897 was hij lid van de Regeringsraad van Bazel-Stad. Hij beheerde het departement van het Justitie (tot 1896) en het departement van Onderwijs (tot 1897). Hij maakte zich verdienstelijk door een reorganisatie van de rechtspraak in Bazel-Stad door te voeren. Van mei 1887 tot mei 1888 en van mei 1894 tot mei 1895 was hij voorzitter van de Regeringsraad van het kanton Bazel-Stad.
Van 1887 tot 1897 was hij lid van de Nationale Raad, waarvan hij in de periode 1894-1895 voorzitter was, en van 1891 tot 1897 was hij voorzitter van de FDP.
Ernst Brenner werd op 25 maart 1897 in de Bondsraad gekozen (hij versloeg tegenkandidaat Paul Speiser). Hij bleef in de Bondsraad tot zijn dood op 11 maart 1911. Hij beheerde driemaal het Departement van Justitie en Politie (1897–1900, 1902–1907 en 1909–1911) en eenmaal het Departement van Politieke Zaken (1901 en 1908). 
Ernst Brenner was in 1900 en 1907 vicepresident en in 1901 en in 1908 bondspresident. In 1908 werd hij bijna unaniem tot bondspresident gekozen, 186 stemmen vóór en één tegenstem.
Brenner ontving in 1909 een eredoctoraat aan de Universiteit van Bazel.